# لینتوزومب
لینتوزومب (انگلیسی: Lintuzumab) یک پادتن تک‌تیرهٔ انسانی‌شده است که جهت درمان برخی از انواع سرطان به‌کار می‌رود.
این دارو، پروتئین CD33 را در لوسمی حاد مغز استخوان (AML) و سایر انواع نئوپلاسم‌های بیش‌تکثیری مغز استخوان هدف قرار می‌دهد. پروتئینی که چندان در سلول‌های طبیعی دیده نمی‌شود.
در سپتامبر ۲۰۱۰ میلادی، شرکت سازندهٔ این دارو، کارآزمایی‌های بالینی فاز ۲ در درمان لوسمی حاد مغز استخوان (AML) را نیمه‌تمام رها کرد، چرا که نتایج اولیه، نشان داد این دارو تأثیری بر طولِ عمر مبتلایان ندارد.
در همین سال، کارآزمایی بالینی فاز ۲ دیگری، از ترکیب این دارو با بورتزومیب، جهت درمان بیماران سندرم‌های میلودیسپلاستیک در جریان بود.